# Armel Pécheul
Armel Pécheul, né le 15 juillet 1951 à Strasbourg (Bas-Rhin) et mort le 27 janvier 2025 aux Sables-d'Olonne, est un homme politique et juriste français.
Professeur agrégé de droit public,  recteur d’académie et membre du Conseil régional des Pays de la Loire, il est également conseiller municipal de la commune des Sables-d’Olonne.

## Biographie

### Formation et carrière professionnelle
Après avoir étudié au lycée David-d’Angers à Angers, puis aux facultés de droit d’Angers et de Rennes, il est diplômé d’études supérieures de sciences politiques et de droit public, docteur en droit ainsi qu’agrégé de droit public.
Armel Pécheul est successivement assistant puis maître-assistant à la faculté de droit d’Angers (1976-1983), professeur agrégé à la faculté de droit de Nantes (1984-1986), avocat à la cour d’appel d’Angers (1986-1988), recteur de l’académie de Limoges (1986-1988) — âgé de 35 ans à sa nomination, il est le plus jeune recteur de la République française —, et professeur agrégé à la faculté de droit d’Angers (depuis 1989).
Il a également exercé le métier d’avocat au barreau des Sables-d’Olonne.
En septembre 2018, Armel Pécheul prend ses fonctions à l'EGC Vendée, où il enseigne le droit communautaire.

### Carrière politique
Armel Pécheul participe au nom du Rassemblement pour la République (RPR) aux états-généraux de l’opposition pour la préparation des élections législatives de 1993, après quoi il prend la responsabilité du groupe de travail sur les « valeurs » dans l’état-major de Jacques Chirac pour la présidentielle de 1995.[réf. souhaitée]
Investi sur les questions d’éducation, il est délégué national du RPR à l’éducation (1989-1993), puis secrétaire national à l’enseignement supérieur. De 1993 à 1995, il est conseiller auprès de François Fillon, ministre de l’Enseignement supérieur et de la Recherche. En 1995, il conduit une liste dissidente du RPR à l’élection municipale choletaise, recueillant 7,96 % des suffrages au premier tour.
Il se rapproche du Mouvement pour la France (MPF) de Philippe de Villiers, dont il est, en 2002, le candidat aux élections législatives dans la sixième circonscription de Maine-et-Loire (Angers-Ouest-Saint-Florent-le-Vieil), face au député sortant UMP et ancien ministre Hervé de Charette.

Candidat aux élections municipales de 2014 aux Sables-d’Olonne sur la liste de Didier Gallot (DVD), il est élu conseiller municipal et devient 2e adjoint au maire, vice-président de la communauté de communes des Olonnes (CCO) et vice-président du syndicat mixte du canton des Sables-d’Olonne, devenu syndicat mixte du pays des Olonnes. Au sein de la CCO, il est notamment chargé du projet de fusion des communes des Sables-d’Olonne, de Château-d’Olonne et d’Olonne-sur-Mer, prévu à l’horizon 2017. 
En juin 2014, il conduit la liste divers droite « Choisissons la Vendée ! » pour les élections sénatoriales vendéennes de septembre,, avec laquelle il arrive en troisième position derrière la coalition de l’« union de la droite » (UMP-UDI) et le Parti socialiste, en obtenant 7,94 % des voix.
Il est élu en 2020 sur la liste de Yannick Moreau (DVD) dont il devient le 1er adjoint à la Mairie des Sables d'Olonne. Il devient à nouveau membre du conseil régional des Pays de la Loire en juin 2021.[réf. souhaitée]

### Engagements et prises de position
Situé politiquement dans la mouvance souverainiste, il signe en 2005, nommé appel des « 23 », avec entre autres, l'ancien conseiller de François Mitterrand Jean Kahn et l'ancien garde des sceaux Jean Foyer, un appel de juristes prenant position pour le non au référendum sur le traité établissant une constitution pour l’Europe, constitution dont il critique la forme et le fonds dans la publication La Nouvelle Union européenne : Approches critiques de la Constitution européenne (2005),,.
En mars 2013, il fait partie des 170 professeurs de droit à interpeller les sénateurs dans une lettre ouverte contre le projet de loi de Christiane Taubira sur l’union de personnes de même sexe,.
En août 2014, alors que des personnalités de la gauche vendéenne s’indignent de la rencontre entre Philippe de Villiers et le président Vladimir Poutine, qui s’est rendu à Yalta pour défendre un projet de Puy du Fou russe en Crimée, Armel Pécheul défend l’ancien président du conseil général de la Vendée et considère que « la réaction outrée de Mme Bulteau et M. Regnault est pathétique, eux qui n’ont jamais créé le moindre emploi privé, pendant que le Puy du Fou crée 1 500 emplois directs et 4 000 indirects ».
Fin 2024, il apporte son soutien à Christelle Morançais, présidente de la Région Pays de la Loire, dans son projet de coupe des aides aux associations culturelles, sportives et de prévention en matière de santé.

## Détail des mandats et fonctions

### Mandats politiques
- Adjoint au maire de la Commune de Bouchemaine (Maine et Loire) entre 1977 et 1983.
- depuis le 14 avril 2014 : vice-président et conseiller communautaire de la communauté de communes des Olonnes, puis de la Communauté d'agglomération des Sables d'Olonne.
- depuis le 4 avril 2014 : adjoint au maire et conseiller municipal des Sables-d’Olonne, puis 1er adjoint la commune nouvelle des Sables d'Olonne.
- du 1er avril 1992 au 15 mars 1998 : conseiller régional des Pays de la Loire (pour le Maine et Loire)
- Elu conseiller régional des Pays de la Loire en 2021 (pour la Vendée)

### Fonctions
- Administrateur de la SAEM Vendée (société organisatrice du Vendée Globe)[réf. souhaitée]
- Président de l’association gestionnaire de la maison Julien-Gracq[15].
- Ancien membre du Rotary club Angers-Plantagenêt[réf. souhaitée]
- Ancien président de l’Association des élus locaux de Maine-et-Loire[réf. souhaitée]
- Ancien président du conseil scientifique de l’Institut catholique d’études supérieures et membre du centre de recherches Hannah-Arendt.[réf. souhaitée]
- Membre de la Commission pour l’étude des communautés européennes (CEDECE).[réf. souhaitée]
- Vice-président de l’Union nationale inter-universitaire (UNI).[réf. souhaitée]
- Président de l’association Enseignement et liberté.[réf. souhaitée]

## Honneurs et distinctions
- Chevalier de l’ordre des Palmes académiques (1989)
- Chevalier de l’ordre national de la Légion d’honneur (2001)[16]
- Lauréat du grand prix d’enseignement et liberté avec Bernard Kuntz pour leur livre Les Déshérités du savoir (1996)[non pertinent]

## Publications
- Les Parlementaires du Maine-et-Loire (1945-1975), Rennes, Université de Rennes, 1976, 205 p. (OCLC 27842970) (mémoire de DES)
- Le Droit de préemption pour cause d’utilité publique, Angers, Université d’Angers, 1981, (deux volumes) 267 et 616 (OCLC 490475280) (thèse de doctorat d’État)
- Bernard Kuntz (co-auteur), Les Déshérités du savoir : Veut-on changer l’école ?, Paris, éditions Frison-Roche, 1996, 270 p. (ISBN 978-2-87671-248-5, BNF 35832106) (prix Enseignement et liberté)
- Les Dates-clefs de la protection des droits de l’homme en France : De la déclaration de 1789 à l’application de la Convention européenne des droits de l’homme, Paris, éditions Ellipses, coll. « Les Dates-clefs », 2001, 172 p. (ISBN 978-2-7298-0337-7, BNF 37632824)
- Droit communautaire général, Paris, éditions Ellipses, coll. « Référence droit », 2002, 239 p. (ISBN 978-2-7298-1174-7, BNF 38950333)
- Droit de l’urbanisme, Paris, éditions Ellipses, coll. « Référence droit », 2003, 176 p. (ISBN 978-2-7298-1364-2, BNF 39014736)
- Olivier Gohin (co-auteur), La Nouvelle Union européenne : Approches critiques de la Constitution européenne, Paris, éditions F.-X. de Guibert, 2005, 182 p. (ISBN 978-2-86839-667-9, BNF 40009993)
- Le Traité de Lisbonne (13 décembre 2007) : La Constitution malgré nous ?, Paris, éditions Cujas, 2008, 155 p. (ISBN 978-2-254-08504-0, BNF 41193974)
- Michel Verpeaux (co-auteur), Les Communes nouvelles, Paris, Éditions Lexis Nexis, coll. « Actualité », 2016, 131 p. (ISBN 978-2-7110-2514-5, BNF 45153565)
- Christophe Beaudouin (co-auteur), Droit de la Gouvernance de l'Union européenne, institutions et Ordre Juridique, Éditions, Libres d'écrires, 2018.